# 3059 Pryor
3059 Pryor eller 1981 EF23 är en asteroid i huvudbältet som upptäcktes den 3 mars 1981 av den amerikanska astronomen Schelte J. Bus vid Siding Spring-observatoriet. Den är uppkallad efter den amerikanske astronomen Carlton P. Pryor.
Asteroiden har en diameter på ungefär 5 kilometer.